# Evangelische Superintendentur A. B. Burgenland

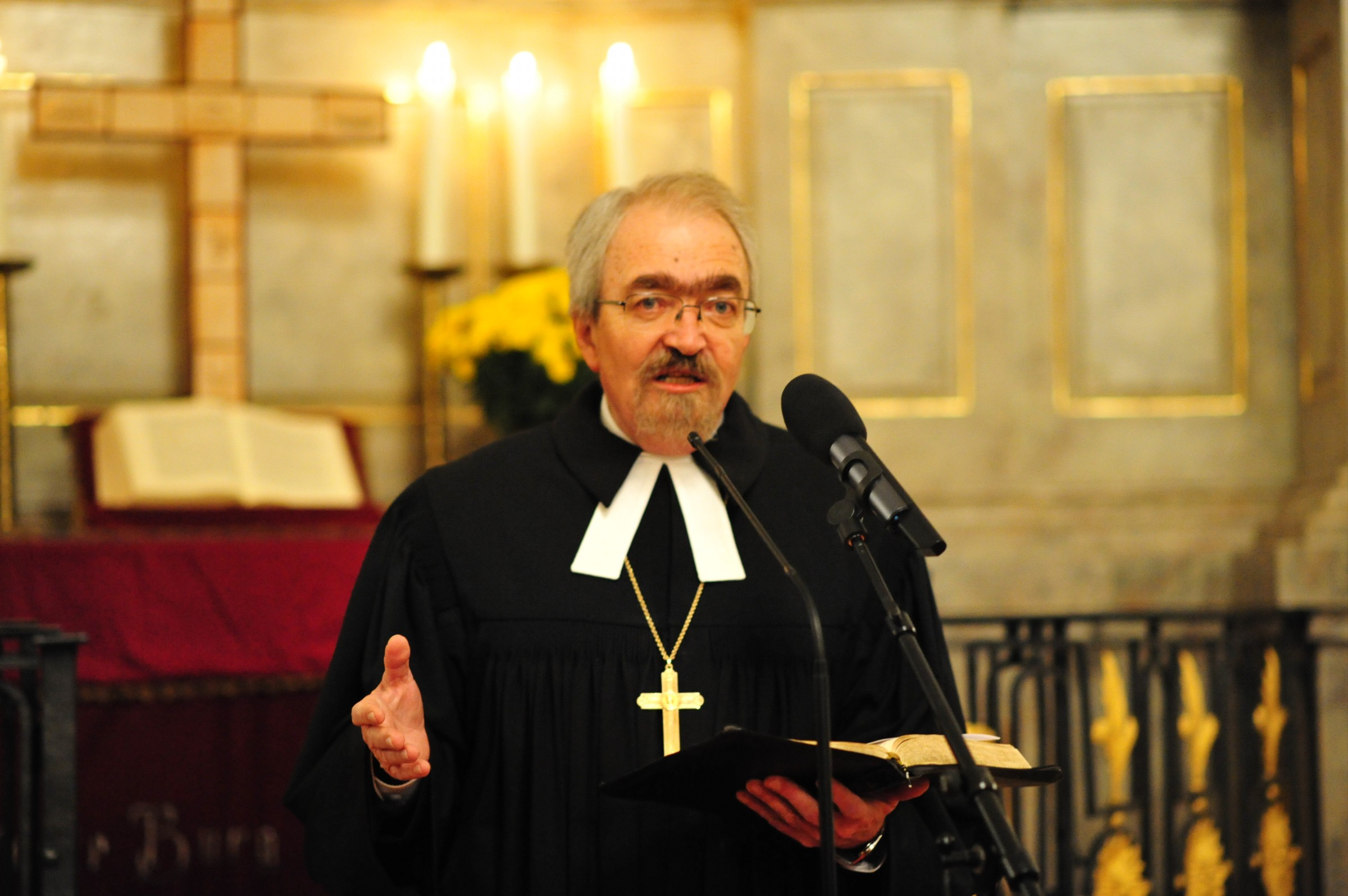
Ehemaliger Superintendent Manfred Koch

Die Evangelische Superintendentur A. B. Burgenland ist eine Diözese der Evangelischen Kirche A. B. in Österreich.

## Organisation
Der Sitz der Diözese befindet sich seit 1956 in der burgenländischen Landeshauptstadt Eisenstadt. Die Superintendentur umfasst 29 Pfarrgemeinden und 49 Tochtergemeinden im Burgenland. Zusammen haben sie rund 29.000 Mitglieder. Die Leitung der Superintendentur obliegt dem Superintendentialausschuss unter Vorsitz des Superintendenten. Die Hauptkirche der evangelischen Diözese ist die Eisenstädter Auferstehungskirche.

## Geschichte
Die Zugehörigkeit zu Ungarn und die damit verbundene relative Religionsfreiheit ermöglichte im 17. Jahrhundert die Errichtung von evangelischen Artikularkirchen im heutigen Burgenland. In den ersten zehn Jahren nach dem Toleranzpatent von 1781 bildeten sich hier 15 lutherische Pfarrgemeinden. Im 19. Jahrhundert war das protestantische Schulleben von Bedeutung, etwa durch das „Armenlehrerseminar“ des Pfarrers Gottlieb August Wimmer.
Die Evangelische Superintendentur A. B. Burgenland wurde gegründet, nachdem das Burgenland durch den Vertrag von Trianon von Ungarn zu Österreich kam.

## Superintendenten
- 1924–1940 Theophil Beyer
- 1940–1962 Gustav Albert Dörnhöfer
- 1962–1975 Hans Gamauf
- 1975–1994 Gustav Reingrabner
- 1994–2002 Gertraud Knoll
- 2003–2021 Manfred Koch
- seit 2021 Robert Jonischkeit als siebter Superintendent des Burgenlands

## Gemeinden
| Pfarrgemeinde                      | Tochtergemeinden | Pfarrkirche                                                                       | Bild                                             |
| ---------------------------------- | --- | --------------------------------------------------------------------------------- | ------------------------------------------------ |
| Bad Tatzmannsdorf                  | | Friedenskirche Bad Tatzmannsdorf                                                  | Evangelische Friedenskirche in Bad Tatzmannsdorf |
| Bernstein im Burgenland            | Dreihütten, Redlschlag, Rettenbach, Stuben                                                                           | Evangelische Pfarrkirche Bernstein im Burgenland                                  | Evangelische Pfarrkirche Bernstein im Burgenland |
| Deutsch Jahrndorf                  | | Evangelische Pfarrkirche Deutsch Jahrndorf                                        | Evangelische Pfarrkirche Deutsch Jahrndorf       |
| Deutsch Kaltenbrunn                | | Evangelische Pfarrkirche Deutsch Kaltenbrunn                                      | Evangelische Pfarrkirche Deutsch Kaltenbrunn     |
| Eisenstadt / Neufeld an der Leitha | | Auferstehungskirche (Eisenstadt) / Evangelische Pfarrkirche Neufeld an der Leitha | Auferstehungskirche                              |
| Eltendorf                          | Heiligenkreuz im Lafnitztal, Königsdorf, Neustift bei Güssing, Poppendorf im Burgenland, Zahling                     | Evangelische Pfarrkirche Eltendorf (Martin-Luther-Kirche)                         |                                                  |
| Gols                               | Neusiedl am See, Tadten                                                                                              | Evangelische Pfarrkirche Gols                                                     |                                                  |
| Großpetersdorf                     | Hannersdorf (Kreuzkirche), Welgersdorf                                                                               | Evangelische Pfarrkirche Großpetersdorf                                           |                                                  |
| Holzschlag                         | Günseck | Evangelische Pfarrkirche Holzschlag                                               | Evangelische Pfarrkirche Holzschlag              |
| Kobersdorf                         | Kalkgruben (Friedenskirchlein), Lindgraben, Oberpetersdorf (Dreieinigkeitskirche), Sieggraben, Tschurndorf (Betsaal) | Evangelische Pfarrkirche Kobersdorf                                               | Evangelische Pfarrkirche Kobersdorf              |
| Kukmirn                            | Güssing, Limbach im Burgenland, Neusiedl bei Güssing                                                                 | Evangelische Pfarrkirche Kukmirn                                                  |                                                  |
| Loipersbach im Burgenland          | | Evangelische Pfarrkirche Loipersbach                                              | Evangelische Pfarrkirche Loipersbach             |
| Lutzmannsburg                      | | Evangelische Pfarrkirche Lutzmannsburg                                            | Evangelische Pfarrkirche Lutzmannsburg           |
| Markt Allhau                       | Buchschachen, Kitzladen, Loipersdorf im Burgenland, Wolfau                                                           | Evangelische Pfarrkirche Markt Allhau                                             |                                                  |
| Mörbisch am See                    | | Evangelische Pfarrkirche Mörbisch am See                                          | Christuskirche                                   |
| Neuhaus am Klausenbach             | Minihof-Liebau | Evangelische Pfarrkirche Neuhaus am Klausenbach                                   |                                                  |
| Nickelsdorf                        | | Evangelische Pfarrkirche Nickelsdorf                                              | Evangelische Pfarrkirche Nickelsdorf             |
| Oberschützen                       | Aschau im Burgenland, Jormannsdorf, Mariasdorf, Schmiedrait, Tauchen, Weinberg im Burgenland, Willersdorf            | Evangelische Pfarrkirche Oberschützen                                             | Evangelische Pfarrkirche Oberschützen            |
| Oberwart                           | Kemeten | Evangelische Pfarrkirche Oberwart                                                 |                                                  |
| Pinkafeld                          | Riedlingsdorf, Schönherrn, Turmschule Schreibersdorf, Wiesfleck                                                      | Evangelische Pfarrkirche Pinkafeld                                                | Evangelische Pfarrkirche Pinkafeld               |
| Pöttelsdorf                        | Bad Sauerbrunn, Walbersdorf                                                                                          | Evangelische Pfarrkirche Pöttelsdorf                                              | Evangelische Pfarrkirche Pötteldorf              |
| Rechnitz                           | Markt Neuhodis | Evangelische Pfarrkirche Rechnitz                                                 | Evangelische Pfarrkirche Rechnitz                |
| Rust                               | | Evangelische Pfarrkirche Rust am See                                              | Evangelische Pfarrkirche Rust                    |
| Siget in der Wart                  | Jabing | Evangelische Pfarrkirche Siget in der Wart                                        | Evangelische Pfarrkirche Siget in der Wart       |
| Stadtschlaining                    | Bergwerk, Drumling, Goberling, Grodnau, Neustift bei Schlaining                                                      | Evangelische Pfarrkirche Stadtschlaining                                          | Evangelische Pfarrkirche Schlaining              |
| Stoob                              | Oberloisdorf (Michaeliskirche)                                                                                       | Christuskirche                                                                    | Evangelische Pfarrkirche Stoob                   |
| Unterschützen                      | | Evangelische Pfarrkirche Unterschützen                                            |                                                  |
| Weppersdorf                        | | Bekenntniskirche Weppersdorf                                                      | Bekenntniskirche                                 |
| Zurndorf                           | | Evangelische Pfarrkirche Zurndorf                                                 | Evangelische Pfarrkirche Zurndorf                |